# Streblacanthus monospermus
Streblacanthus monospermus är en akantusväxtart som beskrevs av Carl Ernst Otto Kuntze. Streblacanthus monospermus ingår i släktet Streblacanthus och familjen akantusväxter. Inga underarter finns listade i Catalogue of Life.